# Law & Order (seizoen 6)
Dit artikel vat het zesde seizoen van Law & Order samen.

## Hoofdrollen
- Jerry Orbach - hoofdrechercheur Lennie Briscoe
- Benjamin Bratt - rechercheur Rey Curtis
- S. Epatha Merkerson - inspecteur Anita Van Buren
- Sam Waterston - eerste hulpofficier van justitie Jack McCoy
- Jill Hennessy - hulpofficier van justitie Claire Kincaid
- Steven Hill - officier van justitie Adam Schiff

## Terugkerende rollen
- Carolyn McCormick - dr. Elizabeth Olivet
- Leslie Hendrix - dr. Elizabeth Rodgers
- John Fiore - rechercheur Tony Profaci
- Shawn Elliott - rechter Joseph Rivera

## Afleveringen
| Aflevering | Titel          | Regisseur           | Schrijver                                               | Uitzenddatum      | Selectie gastrollen |
| --- | -------------- | ------------------- | ------------------------------------------------------- | ----------------- | --- |
| 1. | Bitter Fruit   | Constantine Makris  | René Balcer [Jeremy R. Littman                          | 20 september 1995 | Tom Tammi - mr. Gaines Ellen Greene - Karen Gaines John Ventimiglia - Nick Capetti Marilyn Chris - mrs. Capetti Steven Stahl - Frank Sullivan John Newton - rechter Eric Caffey                                                                                              |
| Briscoe en zijn nieuwe partner, Rey Curtis, onderzoeken een moord op een jonge tiener die verdween tussen haar school en muziekles. Zij vinden een verdachte en McCoy wil hem voor het gerecht brengen, tijdens de voorgeleiding schiet de moeder van het slachtoffer hem dood. Nu wil McCoy de moeder vervolgen voor moord maar is het is niet zo duidelijk als het lijkt. |                |                     |                                                         |                   | |
| 2. | Rebels         | Ed Sherin           | Ed Sherin                                               | 27 september 1995 | Elizabeth Rodriguez - Caridad Montero Tim Ransom - Andrew Maynard Sam Schacht - Louis Bell James Murtaugh - dr. Farnsworth Robert Knepper - Igor Smith Madeline Lee Gilford - rechter Alice Connors                                                                          |
| Wanneer Thomas Bell, een zoon van een rijke familie, een café van motorrijders binnen gaat, wordt hij daar doodgestoken. Curtis en Briscoe worden op deze zaak gezet en gaan op onderzoek uit. Bell was in het café met zijn vriendin, zij was een ex-vriendin van een motorrijder van motorclub Yankee Rebels. Zij komen ook achter het feit dat Bell in de wereld van de motorrijders wou dringen, dit deed hij door middel van internet en e-mails. Curtis vindt op het internet een verhaal van een andere motorrijder over de steekpartij en wil hem verhoren. Eenmaal opgepakt houdt deze zijn mond en beroept zich op bronbescherming omdat hij journalist is. McCoy is het hier niet mee eens en vindt dat hij geen journalist is en daagt hem voor de rechter zodat hij zijn bron opgeeft. De rechter is met de journalist eens en stelt hem vrij om zijn bron op te geven. Verder onderzoek brengt naar boven dat de vriendin van Bell haar jas aanhad die behoort tot de Yankee Rebels, het is een doodzonde om deze aan te doen als je geen lid bent en zij had de jas aan Bell gegeven, terwijl zij wist wat er kon gebeuren als hij de jas aan zou doen in zo'n café. Later blijkt dat de ex-vriend van haar verantwoordelijk is voor de dood van Bell. |                |                     |                                                         |                   | |
| 3. | Savages        | Jace Alexander      | Morgan Gendel Barry M. Schkolnick Michael S. Chernuchin | 18 oktober 1995   | Victor Garber - Paul Sandig Barbara Garrick - Jenny Sandig Gareth Williams - Ted Quinlan Marianne Hagan - Marcie Donner Adina Porter - Mary Byman Lynne Thigpen - rechter Ida Boucher                                                                                        |
| Curtis en Briscoe vinden een dood lichaam in een pakhuis vol met gestolen goed. Zij ontdekken dat het lichaam van een man is die undercover werkte voor de politie om in een drugsbende te infiltreren. Het onderzoek leidt hen naar Paul Sandig, een rijke accountant, hij zou opdracht gegeven hebben omdat er een grote witwasoperatie aankwam in opdracht van de drugsdealer waar de politieagent achteraan zat. McCoy en Kincaid willen beginnen met de rechtszaak tegen Sandig maar hebben een discussie over de eventuele straf. McCoy wil de doodstraf eisen omdat hij een politieman heeft gedood, maar Kincaid is hier fel op tegen. De rechtbank oordeelt dat hij schuldig is en nu moet de rechtbank verder oordelen of hij de doodstraf krijgt. |                |                     |                                                         |                   | |
| 4. | Jeopardy       | Christopher Misiano | René Balcer Jeremy R. Littman                           | 1 november 1995   | Jeffrey DeMunn - professor Norman Rothenberg Peter Frechette - Peter Nicodos Sada Thompson - Elaine Nicodos Zak Orth - werknemer Louis Zorich - rechter Edgar Hynes |
| De moord op een uitgever van een magazine legt een vete bloot in zijn rijke familie. Curtis en Briscoe ontdekken dat de broer van het slachtoffer de zaak wilde saboteren en de naam van het slachtoffer wilde besmeuren. Als McCoy de verdachte voor de rechtbank brengt en waterdicht bewijs voorlegt wordt de zaak door de rechter verworpen, dit tot ontsteltenis van McCoy en Schiff, zij vermoeden dat de rechter omgekocht is door de tegenpartij. |                |                     |                                                         |                   | |
| 5. | Hot Pursuit    | Lewis H. Gould      | Ed Zuckerman Morgan Gendel                              | 8 november 1995   | Tovah Feldshuh - Danielle Melnick Amanda Peet - Leslie Harland Anne Twomey - mrs. Harland Ben Hammer - rechter Herman Mooney |
| Een man en een vrouw overvallen een nachtclub en een winkel waarbij de eigenaar doodgeschoten wordt. Curtis en Briscoe vinden de daders en bij de arrestatie komt de man om het leven en de vrouw wordt gearresteerd. De vrouw verklaart dat zij tegen haar wil is meegenomen en onder dwang de overvallen mee pleegde. McCoy kan dit niet geloven en wil haar toch voor het gerecht brengen, dit onder protest van haar ouders die haar wel geloven. |                |                     |                                                         |                   | |
| 6. | Paranoia       | Fred Gerber         | Michael S. Chernuchin                                   | 15 november 1995  | Sandy Duncan - Michelle 'Shelly' Kates Ralph Williams - decaan Kirkwood Sharon Martin - Megan Maslin Glenn Fitzgerald - Merril Grupp Laura Esterman - professor Florence Cooley                                                                                              |
| Een studente wordt vermoord gevonden in haar studentenhuis, Curtis en Briscoe worden op deze zaak gezet. Ze komen uit bij een kamergenote van haar die een overdosis medicijnen heeft ingenomen en half bewusteloos bekent zij de moord. McCoy wil haar aanklagen en Dr. Olivet onderzoekt of zij berekeningsvatbaar is en komt erachter dat zij in het verleden iets mee heeft gemaakt wat haar nu paranoïde gemaakt heeft. Zij heeft vroeger haar zus vermoord maar zij mogen deze zaak nu niet gebruiken omdat het dossier verzegeld is, nu moet McCoy beslissen of hij de zaak doorzet. |                |                     |                                                         |                   | |
| 7. | Humiliation    | Matthew Penn        | Michael S. Chernuchin Barry M. Schkolnick               | 22 november 1995  | Clare Wren - Julia Danforth Jonathan Walker - dr. Mark Danforth Brian Smiar - mr. McCracken Novella Nelson - mrs. Washington Bob Dishy - Lawrence Weaver |
| Nadat een prostituee vermoord wordt gevonden gaan Curtis en Briscoe op onderzoek uit. Hun onderzoek leidt naar een klant van haar, een plastisch chirurg, die waarschijnlijk door haar gechanteerd werd omdat hij getrouwd is. Kincaid gaat de chirurg vervolgen en krijgt haar twijfels over hem als zijn vrouw plaats neemt in de getuigenbank. |                |                     |                                                         |                   | |
| 8. | Angel          | Arthur W. Forney    | Michael S. Chernuchin Janis Diamond                     | 29 november 1995  | Elizabeth Connors - Leah Coleman Michael Dolan - Keith Coleman Michael Willis - pastoor Carney Joan Copeland - rechter Rebecca Stein |
| Een vrouw verklaart dat een Puerto Ricaanse man haar baby heeft ontvoerd in de kerk tijdens haar biecht. Als Curtis en Briscoe de zaak onderzoeken gaat Curtis met haar alle stappen na die zij die bewuste dag heeft gemaakt. Tijdens deze trip bekent zij ineens dat zij haar baby heeft gedood en verbrand in de kelder van haar appartementencomplex. Haar advocaat weet de bekentenis uit te sluiten van de rechtszaak omdat zij bekend heeft terwijl zij met Curtis in de kerk waren en dat valt onder biechtgeheim. Dit is een zware dobber voor McCoy nu zijn zaak zwak staat. |                |                     |                                                         |                   | |
| 9. | Blood Libel    | Constantine Makris  | René Balcer I.C. Rapoport                               | 3 januari 1996    | Chris Cooper - Roy Payne Jeanne Ruskin - Alice Marsdale Jackey Vinson - Matt Hastings Lee Wilkof - dr. Alvin Sabloff Zach Grenier - mr. Aronson |
| Een Joodse lerares wordt vermoord op een middelbare school en Curtis en Briscoe worden belast met het onderzoek. Door een verborgen boodschap in een jaarboek komen zij de verdachte al snel op het spoor. De advocaat van de verdachte is een beruchte advocaat van de Ku Klux Klan en geeft als verdediging dat de verdachte zelf het slachtoffer was van een Joodse samenzwering. McCoy moet alles uit de kast halen om de verdachte te kunnen berechten. |                |                     |                                                         |                   | |
| 10. | Remand         | Jace Alexander      | René Balcer Elaine Loeser                               | 10 januari 1996   | Talia Balsam - Teri Marks Anita Gillette - Cookie Costello Abe Vigoda - gepensioneerde rechercheur Landis Leonardo Cimino - Costello Kim Hamilton - Marcella Klein |
| Een verkrachter die dertig jaar geleden veroordeeld is, krijgt een nieuwe rechtszaak vanwege nieuw bewijs. Zijn bekentenis van dertig jaar geleden mag nu niet gebruikt worden. De aanklagers moeten hem proberen opnieuw te berechten zonder een bekentenis en dat wordt moeilijk omdat de zaak zo oud is, getuigen vermist worden en er weinig bewijsmateriaal is. |                |                     |                                                         |                   | |
| 11. | Corpus Delicti | Christopher Misiano | Ed Zuckerman Barry M. Schkolnick                        | 17 januari 1996   | Frank Converse - Lyle Christopher Joe Grifasi - James Linde Byron Jennings - Richard Brandson Dan Moran - Tibor Nichols Maureen Moore - mrs. Grayson Delphi Harrington - Judith Grayson David Lipman - rechter Morris Torledsky                                              |
| Wanneer een duur rijpaard komt te overlijden, onder verdachte omstandigheden, gaan Curtis en Briscoe op onderzoek uit. Zij vinden een verdachte en als zijn ex-verloofde ineens verdwenen is wordt hij nu ook verdacht van mogelijk moord. De aanklagers moeten hem nu waarschijnlijk aanklagen zonder lijk en dit is een grote uitdaging voor McCoy. |                |                     |                                                         |                   | |
| 12. | Trophy         | Martha Mitchell     | Jeremy R. Littman Ed Zuckerman                          | 31 januari 1996   | Laila Robins - Diana Hawthorne David Garrison - Gerald Fox Isiah Whitlock jr. - Simon Brooks Jerome Preston Bates - Ernie Bigelow |
| Een man zit een levenslange gevangenisstraf uit voor een reeks seriemoorden. Hij zegt dat hij onschuldig vastzit omdat McCoy en zijn voormalige assistente, tevens ex-geliefde van McCoy, de bewijzen hebben vervalst. Er is nu een nieuwe verdachte die de moorden heeft bekend, nu moet McCoy zijn onschuld bewijzen en het blijkt dat zijn voormalige assistente de bewijzen had aangepast om McCoy te plezieren. |                |                     |                                                         |                   | |
| 13. | Charm City     | Ed Sherin           | Michael S. Chernuchin Jorge Zamacona                    | 2 februari 1996   | Leo Burmester - mr. Le Clair Kevin Geer - Gerald Fox Richard Belzer - rechercheur John Munch Andre Braugher - rechercheur Frank Pembleton Kyle Secor - rechercheur Tim Bayliss Ted Kazanoff - rechter Daniel Scarletti                                                       |
| Een bomaanslag met een gasbom op een metrostation doodt veel mensen, Curtis en Briscoe gaan op onderzoek uit. Zij vinden een connectie met een aanslag op een kerk in Baltimore en zoeken contact met de politie daar die twee rechercheurs stuurt, Tim Bayliss en Frank Pembleton. Samen vinden zij een verdachte en brengen hem voor het gerecht, daar wordt hij schuldig bevonden maar heeft nog een boodschap voor McCoy. De boodschap is dat dit nog maar een topje van de ijsberg was en dat er nog meer aanslagen komen. |                |                     |                                                         |                   | |
| 14. | Custody        | Constantine Makris  | René Balcer Morgan Gendel                               | 21 februari 1996  | Amber Kain - Jenny Mays Scott Lawrence - Michael Walters Chuck Cooper - advocaat van Walters Richard Brooks - Paul Robinette Mark Nelson - Stein |
| Wanneer een maatschappelijk werker wordt vermoord, gaan Curtis en Briscoe op onderzoek uit. Zij ontdekken dat het slachtoffer een gokprobleem had en gegevens van pleegkinderen doorverkocht. Een van zijn klanten was een drugsverslaafde en Afro-Amerikaanse die haar baby terug wilde hebben die maatschappelijk werk uit huis had geplaatst en zij wilde haar baby terug hebben mede omdat de baby nu door blanke mensen opgevoed werd. In de rechtszaal komt een oude bekende als advocaat voor de verdachte, het is Paul Robinette de oude hulpofficier van justitie. Hij verdedigt de verdachte omdat volgens hem het systeem racistisch is. |                |                     |                                                         |                   | |
| 15. | Encore         | Matthew Penn        | Ed Zuckerman Jeremy R. Littman                          | 28 februari 1996  | Larry Miller - Michael Dobson Cecilia Hart - Marcia Stamell Deborah Lee Johnson - Margaret Nash Jean-Claude La Marre - Francis Murphy Tony Darrow - Tony Giabone |
| Wanneer een hardloopster in het park wordt vermoord in een park dan worden Curtis en Briscoe op onderzoek uitgestuurd. Het blijkt de tweede vrouw van een komedieclub eigenaar die vrij was gesproken voor de moord op zijn eerste vrouw (zie Coma, seizoen 5 aflevering 2). Nu lijkt hij wel veroordeeld te kunnen worden voor deze moord maar McCoy heeft er nog zijn handen vol aan en het lijkt dat hij weer de dans ontspringt. |                |                     |                                                         |                   | |
| 16. | Savior         | David Platt         | Michael S. Chernuchin Barry M. Schkolnick               | 13 maart 1996     | Brooke Smith - Margot Bell Timothy Landfield - Ron Weber Ellen Pompeo - Jenna Weber Linda Emond - Laura Cochran Shawn Hatosy - Chester Manning |
| Een zakenman, van wie de carrière bergafwaarts gaat, besluit een nacht los te gaan aan drank. In deze nacht worden zijn vrouw en zoon vermoord in hun slaap en een dochter zwaargewond. Curtis en Briscoe verdenken meteen de man. Hij weet niets meer van deze nacht maar twijfelt over zijn schuld. Dr. Olivet onderzoekt hem en concludeert dat hij een schoolvoorbeeld is van een man die zijn familie vermoordt, maar komt op haar conclusie terug als de man niet breekt in de getuigenbank. Nu is het aan McCoy of hij doorgaat met de man aan te klagen of op zoek gaat naar een andere verdachte. |                |                     |                                                         |                   | |
| 17. | Deceit         | Vincent Misiano     | René Balcer Eddie Feldmann                              | 27 maart 1996     | Peter Riegert - Jerold Dixon Mary Beth Hurt - Sela Dixon Robert Sella - Tony Conneca Tom O'Rourke - Peter Behrens Peter Ratray - Charles Hanna Vince Viverito - Mannie Lane                                                                                                  |
| Wanneer een jonge homoseksuele advocaat wordt vermoord net nadat hij een aanklacht had ingediend wegens seksuele discriminatie tegen zijn werkgever worden Curtis en Briscoe met dit onderzoek belast. Zij verdenken een van de bazen van de advocaat die getrouwd is maar ook een relatie had met de advocaat. Maar als McCoy hem aan wil klagen voor de moord komt zijn vrouw met een alibi voor haar man en eist dat de zaak vervalt anders onderneemt zij actie tegen de aanklagers. |                |                     |                                                         |                   | |
| 18. | Atonement      | Martha Mitchell     | Ed Zuckerman Morgan Gendel                              | 10 april 1996     | Michael Imperioli - Johnny Stivers Joanna Merlin - Deirdre Powell Josh Hopkins - Ken Soames Mark Zimmerman - Frederick Scannel Patty Dworkin - Carol |
| Wanneer een fotomodel wordt vermoord dan gaan Curtis en Briscoe op onderzoek uit. Zij ontdekken dat zij erg van cocaïne en feesten hield, de verdenking valt op haar privéchauffeur omdat hij verklaart dat zij een liefdesverhouding hadden. McCoy ontdekt dat er een connectie is tussen de chauffeur en een drugsdealer en twijfelt of de chauffeur alleen gehandeld heeft. |                |                     |                                                         |                   | |
| 19. | Slave          | Jace Alexander      | René Balcer Elaine Loeser                               | 21 april 1996     | Christine Farrell - forensisch onderzoekster Arlene Shrier Karen Young - Cassie Rickman Patrick Breen - Andrew Gellis Welker White - Marla Rubinoff Adam Zolotin - Lonnie 'Nacho' Rickman George Gore - Clayton Doyle Ron C. Jones - Frank Doyle Kim Staunton - Luanne Doyle |
| Wanneer een vrouw in haar slaap wordt vermoord door kogels die door het raam zijn binnengekomen, worden Curtis en Briscoe op de zaak gezet. Zij ontdekken dat een dertienjarige jongen verantwoordelijk is voor de dood van de vrouw, hij heeft de kogels afgevuurd op het dak van een appartementencomplex. De vrouw was niet het doelwit, want hij moest een andere jongen doodschieten, maar miste. De jongen is een zoon van een drugsverslaafde moeder die de jongen uitgeleend heeft aan een lokale drugsdealer. McCoy wil de drugsdealer aanpakken maar de jongen weigert mee te werken. |                |                     |                                                         |                   | |
| 20. | Girlfriends    | Christopher Misiano | Ed Zuckerman Jeremy R. Littman                          | 1 mei 1996        | Dana Ivey - mrs. Shore Cara Buono - Shelly Taggert James Naughton - Barry Taggert David Little - Mitch Weiss Joelle Carter - Donna Richland Doris Belack - rechter Margaret Barry Fred J. Scollay - rechter Andrew Barsky                                                    |
| Wanneer een studente dood wordt gevonden op de campus van haar school dan zoeken Curtis en Briscoe naar een verkrachter. Maar de patholoog schrijft een onderzoeksrapport die de rechercheurs een andere richting opstuurt. Zij ontdekken nu dat het slachtoffer in de prostitutie op de campus werkzaam was en nu denken zij dat de dader in deze richting gezocht moet worden. |                |                     |                                                         |                   | |
| 21. | Pro Se         | Lewis H. Gould      | René Balcer I.C. Rapoport                               | 8 mei 1996        | Denis O'Hare - James Smith Ann Dowd - James Smith Maryann Plunkett - Joanne Ellis David Aaron Baker - mr. Lowe Merwin Goldsmith - rechter Ian Feist |
| Wanneer er een meervoudige moord plaatsvindt in een kledingwinkel, gaan Curtis en Briscoe op onderzoek uit. Zij vinden een verdachte die lijdt aan schizofrenie en die gestopt was met medicijnen in te nemen. Op het moment dat de rechtszaak tegen hem begint, komt McCoy voor een verrassing te staan. De verdachte gaat zichzelf verdedigen en doet het beter dan iedereen verwacht heeft. |                |                     |                                                         |                   | |
| 22. | Homesick       | Matthew Penn        | Michael S. Chernuchin Barry M. Schkolnick               | 15 mei 1995       | Patti LuPone - Ruth Miller Ruth Miller - Wendy Karmel Dennis Parlato - Warren Karmel Charlie Hofheimer - Ben Karmel Charlie Hofheimer - Ben Karmel Leslie Ayvazian - mrs. Karmel Rosemary De Angelis - Beth Krieger                                                          |
| Een jonge Britse au pair wordt verdacht van het vergiftigen van haar verzorgbaby. Als zij voor de rechtbank wordt gedaagd dan wil de verdediging laten geloven dat de moeder van de baby haar verwaarloosde en wil zo twijfel zaaien bij de jury. |                |                     |                                                         |                   | |
| 23. | Aftershock     | Martha Mitchell     | Michael S. Chernuchin Janis Diamond                     | 22 mei 1996       | Len Cariou - Mac Geller Jennifer Garner - Jaime Jennifer Estlin - Cathy Briscoe Tom Riis Farrell - Bud Jerry Grayson - Mike |
| Curtis, Briscoe, McCoy en Kincaid zijn getuige van een executie van een crimineel die veroordeeld is. Na afloop zien wij dat deze personen er allemaal anders op reageren en dat zij er toch moeite mee hebben. Kincaid wil gaan werken maar kan er haar gedachten niet bijhouden en gaat Van Buren opzoeken om mee te praten, Curtis wandelt door de stad en komt een mooie dame tegen waar hij mee gaat stappen en wat romantisch eindigt. McCoy gaat naar een café en begint met drinken, Briscoe wil ook een drankje nemen terwijl hij nog herstellende is van zijn alcoholverslaving jaren geleden, hij loopt een café binnen en toevallig is het hetzelfde café waar McCoy zit. Dit is zijn geluk en beseft dat hij niet moet gaan drinken, Kincaid komt ook in het café en brengt op afloop Briscoe naar huis met haar auto. Zij raken betrokken bij een auto-ongeluk en het ziet er niet goed uit voor Kincaid. |                |                     |                                                         |                   | |